# RadioRivista
RadioRivista è l'organo ufficiale dell'ARI - Associazione Radioamatori Italiani, già denominata Associazione Radiotecnica Italiana (dal 1927 al 1977), eretta in ente morale con Decreto del Presidente della Repubblica 368-1950, filiazione Italiana della IARU (International Amateur Radio Union).
Il fondatore ARI fu Ernesto Montù (1893 - 1981), mentre l'inventore Guglielmo Marconi (1874 - 1937) già Premio Nobel per la Fisica nel 1909 fu Presidente Onorario nel decennio 1927 al 1937.
Nella rivista, a pubblicazione mensile, sono presenti varie rubriche di notevole importanza per l'associazione tra cui ci sono quella d'informazione associativa e quella di approfondimento tecnico, con articoli prevalentemente di carattere tecnico-operativo e talora anche di tipo teorico, integrati da una rubrica di corrispondenza tra i soci.
RadioRivista viene distribuita in forma cartacea, ma è presente altresì un supplemento telematico in forma digitale (STR, formato PDF) che la integra e che può essere scaricato dalla rete (senza obbligo di iscrizione all'Associazione ARI), dal sito ufficiale.